# Rotrücken-Zimtelfe

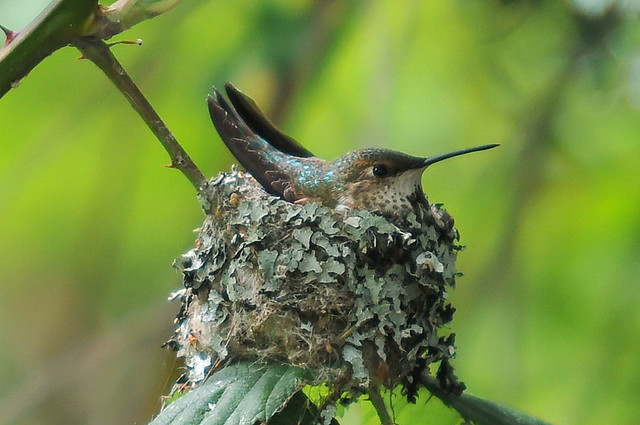
Weibchen auf dem Nest

Die Rotrücken-Zimtelfe, Zimtkolibri oder Fuchskolibri (Selasphorus rufus) ist eine im Westen Nordamerikas beheimatete Art der Kolibris (Trochilidae). Sie ist die am nördlichsten verbreitete Kolibriart. Der Bestand wird von der IUCN als „potenziell gefährdet“ (near threatened) eingeschätzt.

## Merkmale
Rotrücken-Zimtelfen haben eine Flügelspannweite von etwa 11 Zentimetern, werden sieben bis neun Zentimeter lang und wiegen zwei bis fünf Gramm. Weibchen sind im Mittel etwas größer als die Männchen. Der Schnabel ist lang, sehr schmal und gerade. Die Art zeigt einen deutlichen Geschlechtsdimorphismus in der Färbung. Die Männchen sind überwiegend rostbraun, nur die Unterseite ist etwas heller bräunlich, die Brust ist weiß. Der Kopf und der schillernd gefärbte Hals setzen sich dabei scharf von der weißen Brust ab. Der Schwanz ist orange mit schwarzen Spitzen. Bei manchen Männchen ist der Oberkopf und/oder der Rücken grün.
Weibchen sind auf der Oberseite grün, auf der Unterseite weiß gefärbt und zeigen nur in der Halsmitte einige schillernd-orange Federn. Der Schwanz ist an der Basis orange, in der Mitte grünlich und zeigt eine schwarze Subterminalbinde sowie weiße, gerundete Spitzen. Die Flügelbasis und der Bereich seitlich hinter den Flügeln ist rostrot gefärbt. Weibchen und die seltenen grünrückigen Männchen sind nur sehr schwer vom sehr ähnlichen Allenkolibri (Selasphorus sasin) zu unterscheiden.

## Verbreitung und Lebensraum

Verbreitungsgebiet der Rotrücken-Zimtelfe

Das Verbreitungsgebiet erstreckt sich im Westen Nordamerikas vom Norden Kaliforniens bis in den Süden Alaskas; Rotrücken-Zimtelfen sind damit die am nördlichsten verbreitete Kolibriart. Sie leben in offenen Landschaften und an Waldrändern.

## Lebensweise
Rotrücken-Zimtelfen ernähren sich von Nektar, den sie mit ihrer langen Zunge aus Blüten saugen, sie fressen aber auch Insekten, die sie im Flug erbeuten. Die Männchen verteidigen Nahrungsquellen innerhalb ihres Territoriums aggressiv. Am Tag wird fast ununterbrochen nach Nahrung gesucht; in der Nacht verfallen die Vögel in eine Kältestarre (Torpor), um Energie zu sparen. Natürliche Feinde dieser sehr kleinen Vogelart sind vor allem insektenfressende Vögel und Säuger.
Die Paarungszeit der Rotrücken-Zimtelfen ist zwischen April und Juli, wobei die meisten Paarungen im Mai erfolgen. Häufig paaren sich die Männchen mit mehreren Weibchen. Die Männchen balzen, indem sie etwa auf 20 bis 45 Metern Höhe über dem Weibchen hochfliegen, dann auf wenige Zentimeter über dem Weibchen abtauchen, um erneut hochzufliegen. Während dieses Fluges ist die Frequenz ihres brummenden Flügelschlages mit etwa 200 Schlägen pro Sekunde besonders hoch. Wurde das Weibchen erfolgreich umworben, zeigt die Partnerin ihre weißen Spitzen am Schwanz. Danach findet die Paarung statt, die nur drei bis fünf Sekunden lang dauert. Die Weibchen bauen ihre Nester versteckt in Büschen oder Nadelbäumen. Das Nestmaterial besteht aus Moosen, Blättern und Flechten, die mit Spinnweben miteinander verbunden werden. In das Nest werden in der Regel zwei etwa 13 Millimeter lange Eier gelegt. Nach 12 bis 14 Tagen schlüpfen die Jungen, die schon nach etwa einer Woche das Nest verlassen. Die Weibchen verteidigen ihr Nest gegenüber Feinden sehr aggressiv, die Männchen spielen hingegen bei der Aufzucht und Verteidigung der Jungen keine Rolle.

## Wanderungen
Rotrücken-Zimtelfen wandern regelmäßig im Juli und August durch die Rocky Mountains und das angrenzende Flachland, um den dortigen Blütenreichtum zu nutzen. Manchmal besetzen sie dort für einige Zeit ein festes Territorium, das auch verteidigt wird. Die meisten Individuen überwintern in den bewaldeten Gebieten von Guerrero in Mexiko, mindestens 2000 km von ihren Sommerlebensräumen entfernt. Vögel aus Alaska wandern im Mittel etwa 6300 km. Ab den 1970er Jahren wurde auch im Winter eine steigende Population an der Golfküste der USA beobachtet, heute ist die Rotrücken-Zimtelfe dort auch in dieser Jahreszeit weit verbreitet. Dies wird vor allem durch die dortige Anlage von künstlichen Nahrungsquellen für Kolibris gefördert, welche die Wintersterblichkeit stark reduzieren. Früher führte ein solcher Fehlflug oft zum Tod der Tiere, da sie im Osten der USA deutlich weniger natürliche Nahrungsquellen vorfinden. Bei ausreichend Nahrung und Schutz sind Rotrücken-Zimtelfen erstaunlich widerstandsfähig und überleben Temperaturen bis −20 °C.

## Gefährdung
Der Bestand der Rotrücken-Zimtelfe wurde bis 2016 von der IUCN noch als „nicht gefährdet“ (least concern) eingeschätzt. Wegen des teils rasant vermuteten Rückgangs der Populationen (2017 im ungünstigsten Fall zukünftig auf bis zu 32 % pro Dekade geschätzt) wurde die Art 2020 in die Gefährdungskategorie NT „potenziell gefährdet“ (near threatened) eingeordnet. Die Gründe für den Rückgang sind noch nicht genügend erforscht. Vermutet werden Klimawandel und Waldzerstörung, obwohl die Rotrücken-Zimtelfe gerne künstliche Futterstellen (Feeder) annimmt und auch von Sekundärvegetation profitiert.

## Etymologie und Forschungsgeschichte
Johann Friedrich Gmelin beschrieb den Kolibri unter dem Namen Trochilus rufus. Als Fundort gab er Nootka Sound in Amerika an. Erst 1832 wurde die Art von William Swainson der Gattung Selasphorus zugeordnet.  Dieser Begriff leitet sich von den griechischen Wörtern σέλας sélas für „Glanz, Licht, Flamme“ und -φόρος, φέρω -phorós, phérō für „tragend, tragen“ ab. Rufus ist das lateinische Wort für „rot, rötlich“.